# Selfmailer
Der Selfmailer ist eine Variation des Mailings und dient als Werbeträger. Durch den Verschluss mit Klappe oder Etiketten kann der Selfmailer ohne Briefhülle versendet werden. Eine Personalisierung erfolgt – wenn diese vorgesehen ist – direkt im Druck oder bei der Verarbeitung. Auch eine Streuung ohne Personalisierung ist als Beilage oder Wurfsendung möglich.

## Vorteile des Selfmailers
- günstige Produktion
- moderne Erscheinung
- mehr Möglichkeiten der Veredelung
- günstiger Versand aufgrund des geringen Gewichts

## Formen des Selfmailers
- Selfmailer – der Standardselfmailer kann beliebig lang sein, und wird auf ein Endformat in Brief-Form kleingefalzt und mit Klappe oder transparenten Klebe-Etiketten verschlossen
- Selfmailer Poster – das Poster-Mailing ist ein großer Bogen Papier, der solange kleingefalzt wird, bis er ein passendes Infopost-Format erreicht
- Selfmailer Katalog – beim Selfmailer Katalog wird in den wickelgefalzten Selfmailer ein dünnerer Kataloginhalt eingeheftet, der so günstig versendet werden kann
- Postkarten-Mailing – die häufigste Form des Selfmailers ist das Postkarten-Mailing im Maxicard-Format. Mit einer einfachen Karte können kurze Botschaften und Einladungen transportiert werden
- Klappkarten-Mailing – nach vorheriger Freigabe von der Deutschen Post können auch unten offene Klappkarten als Selfmailer versendet werden, diese werden mit drei transparenten Klebeetiketten verschlossen
- Infopost Kreativ – im Kreativbereich können auch Mailings in Herz-Form, oder z. B: als Lebkuchenmann verschickt werden, welche nach dem Druck in Form gestanzt werden

## Typische Selfmailer Formate
- Um den Standardbereich der deutschen Infopost optimal auszunutzen, werden viele Selfmailer im Endformat 235 × 125 mm produziert.
- Ein weiteres beliebtes Selfmailerformat ist der DIN-Reihe nachempfunden und hat geschlossene Maße von etwa 210 × 100 mm.
- Größere und kleinere Formate sind technisch problemlos möglich, hierbei ist lediglich auf den Versandweg und dessen Bestimmungen zu achten.

## Veredelungsmöglichkeiten
Die meisten Veredelungsmöglichkeiten unterscheiden sich nicht von denen des klassischen Mailings. Als Besonderheit des Selfmailers gelten hingegen folgende Möglichkeiten:
- Stanzungen – z. B. Konturstanzung, Anstanzen von Karten, Konturstanzung, Formstanzung, Ausstanzen von Fenstern oder Löchern
- Perforationen – z. B. Perforieren von Karten und Gutscheinen (Couponing), Winkelperforation für Respons-Element

## Gestaltung
Bei der Gestaltung eines Selfmailers muss insbesondere die Falzreihenfolge und Verschlussart beachtet werden. Die Gestaltung kann mithilfe vorgefertigter Standvorlagen erfolgen, oder bei Dialogmarketingagenturen in Auftrag gegeben werden.

## Versand
Der Versand von Selfmailern erfolgt über Postdienstleister wie die Deutsche Post. Die Selfmailer werden in portooptimierter Sortierung postaufgeliefert und innerhalb weniger Werktage an den Empfänger versendet. Es kommen Tarife wie beim kuvertierten Mailing zum Einsatz.

### Bedingungen für den Versand mit der Deutschen Post
Jeder Versender hat eigene Bedingungen definiert, aufgrund derer Selfmailer zu günstigen Massenposttarifen verschickt werden können. Die wichtigsten Bedingungen der Deutschen Post sind folgende:
- untere Kante geschlossen
- zusätzlich entweder an den zwei Seiten des Selfmailers, oder oben durchgehend geschlossen
- durchgängige Dicke
- gute Biegbarkeit bei ausreichender Stabilität
- Papiergewicht bei Selfmailern mit mehreren Seiten von mindestens 70 g/m², bei Postkartenmailings im Maxiformat mindestens 200 g/m²
- Gestaltung der Aufschriftenseite gemäß den Angaben des Versenders
- Aufbringung der Adresse nach festgelegten Standards

Es ist zu empfehlen, Selfmailer vor der Produktion vom gewählten Versandpartner prüfen und freigeben zu lassen.